# 安徽三联学院
安徽三联学院，前身为三联职业技术学院。1999年中国教育部正式批准建校，是安徽省第一所全日制民办普通高等院校。由安徽三联集团投资创办，创始人兼院长是金会庆。2008年4月升格为安徽三联学院，是安徽省第31所本科院校。学院位于合肥经济技术开发区合肥大学城内，拥有两个校区，第二校区为原安徽水利水电职业学院的老校区。

## 历史
- 1997年3月  安徽省人民政府批准筹建三联学院。
- 1999年8月  教育部批准设置民办三联职业技术学院。
- 2000年8月  学院迁至合肥大学城新区。
- 2008年9月  安徽三联学院正式揭牌成立，招收首届本科生，开始了本科教育的新历程。
- 2009年4月  收购安徽水利水电职业学院老校区作为学院二校区。
- 2011年5月  安徽三联学院获得学士学位授予权。